# Herré
Herré is een gemeente in het Franse departement Landes (regio Nouvelle-Aquitaine) en telt 138 inwoners (2005). De plaats maakt deel uit van het arrondissement Mont-de-Marsan.

## Geografie
De oppervlakte van Herré bedraagt 25,2 km², de bevolkingsdichtheid is 5,5 inwoners per km².
De onderstaande kaart toont de ligging van Herré met de belangrijkste infrastructuur en aangrenzende gemeenten.

## Demografie
Onderstaande figuur toont het verloop van het inwonertal (bron: INSEE-tellingen).